# Flotta dei Sette
La Flotta dei Sette (王下七武海?, Ōka Shichibukai, lett. "I sette nobili condottieri del mare") è un'organizzazione che appare nel manga One Piece di Eiichirō Oda e nelle opere derivate.
È composta da appunto sette fra i più forti pirati del mondo, che hanno stipulato un patto con il Governo mondiale secondo il quale sono stati perdonati i loro crimini e annullate le loro taglie in cambio di un'affiliazione allo stesso; sono liberi di catturare altri pirati e il loro bottino ma un decimo di questo spetta al Governo, che li adopera per lo più come deterrente contro gli altri pirati e per fronteggiare i Quattro Imperatori: essi infatti costituiscono uno dei tre grandi poteri del mondo di One Piece. A causa dell'accordo che hanno sottoscritto vengono sprezzantemente chiamati dai pirati comuni "cani del Governo" ma allo stesso tempo sono molto temuti a causa della loro immensa forza; ai sette è inoltre concessa una grande autonomia: possono infatti decidere se presentarsi o meno alle riunioni del Governo e della Marina e il Governo stesso chiude un occhio sulle loro operazioni criminali.
Nel corso della storia l'organizzazione subisce vari cambi di formazione: inizialmente i membri sono Drakul Mihawk, Crocodile, Donquijote Do Flamingo, Orso Bartholomew, Gekko Moria, Boa Hancock e Jinbe, ma in seguito ai fatti di Alabasta Crocodile viene arrestato ed espulso dall'organizzazione venendo sostituito da Marshall D. Teach; dopo la battaglia di Marineford i membri si riducono a quattro poiché Jinbe si schiera dalla parte della ciurma di Barbabianca nel corso del conflitto, Teach si dimette e Moria sparisce dalla circolazione dopo che il Governo ne ordina l'uccisione. Dopo i due anni intercorrenti tra la prima e la seconda metà della storia i tre posti vacanti vengono occupati da Trafalgar Law, Bagy e Edward Weeble, ma in seguito ai fatti di Dressrosa Law e Do Flamingo vengono espulsi dall'organizzazione.
A seguito del Reverie la Flotta dei Sette viene definitivamente sciolta dopo che i vari sovrani vengono messi al corrente dei fatti di Alabasta e Dressrosa.

## Drakul Mihawk
Drakul Mihawk (ミホーク ジュラキュール?, Mihōku Jurakyūru), soprannominato "Occhi di falco" (鷹の目?, Taka no me) a causa del suo sguardo intimidatorio, è universalmente ritenuto il migliore spadaccino del mondo ed era noto, in passato, come "Il cacciatore di marine" (海兵狩り?, Kaihei-gari). È un uomo dal fisico asciutto con barba e baffi sottili; nonostante il portamento austero, taciturno e fortemente legato all'onore si dimostra anche molto ospitale, consentendo a Perona di vivere nella sua residenza per più di due anni. La sua arma è una gigantesca spada nera denominata appunto Spada Nera (黒刀夜?, Kokuto Yoru, lett. "Notte della spada nera") e appartenente alla categoria delle Wazamono supreme: con essa si è dimostrato capace di deviare pallottole e tranciare interi galeoni in due parti, come ha fatto con le cinquanta navi della flotta di Creek. Sebbene appartenga alla Flotta non sembra interessarsi molto alle problematiche del Governo, tanto da abbandonare Marineford dopo l'arrivo di Shanks affermando che aveva accettato di affrontare Barbabianca ma non il Rosso: da giovani infatti erano acerrimi rivali nell'arte della spada (persino Newgate definisce le loro battaglie memorabili) e a tutt'oggi tra loro intercorre una buona amicizia.
La sua prima apparizione avviene durante la battaglia a bordo del Baratie: per perseguire il suo sogno di diventare il più forte spadaccino del mondo, Roronoa Zoro lo sfida ma viene facilmente sconfitto; Mihawk resta comunque colpito dalla determinazione del giovane e lo sprona a superarlo in futuro. In seguito porta a Shanks la notizia della prima taglia di Rufy e prende poi parte alla riunione indetta per trovare il sostituto nella Flotta di Crocodile. Successivamente prende parte alla battaglia di Marineford e dopo aver tentato di misurarsi con Barbabianca affronta Rufy, Vista, Mr. 1 e Crocodile per poi ritirarsi all'arrivo di Shanks. Tornato alla sua dimora, sull'isola di Kuraigana, accetta di allenare per due anni Zoro divertito dalla sfacciataggine con cui il giovane lo prega di addestrarlo proprio per batterlo e colpito dalla sua dedizione verso Rufy; dopo lo scioglimento della Flotta in seguito al Reverie di Marijoa diviene nuovamente un ricercato e si unisce all'organizzazione Cross Guild, ideata da Crocodile e capeggiata nominalmente da Bagy il Clown, vedendosi posto sulla testa una taglia da 3 miliardi e 590 milioni di berry. È doppiato in giapponese da Takeshi Aono e Hirohiko Kakegawa (ep. 461+) e in italiano da Claudio Moneta (ep. 24, 151, 719+), Marcello Cortese (ep. 45) e Gianluca Iacono (ep. 458-718). Nell'adattamento televisivo di Netflix è interpretato da Steven John Ward e doppiato in italiano da Maurizio Merluzzo.

## Crocodile
Sir Crocodile (サー・クロコダイル?, Sā Kurokodairu) è l'antagonista principale dell'arco di Alabasta e dell'ottavo film. È un uomo molto alto con un fisico asciutto, lunghi capelli neri e fuma il sigaro; una cicatrice gli solca il volto in orizzontale più o meno a metà del setto nasale e veste sempre con abiti eleganti tra cui una pelliccia. Ha un'altissima autostima e crede molto nella propria forza, cosa che lo porta sempre a trattare chiunque dall'alto in basso; difficilmente perde la calma e dimostra sempre una grande intelligenza e attenzione in ogni aspetto dei suoi piani. Ha ingerito il frutto Rogia Sand Sand (スナスナの実?, Suna Suna no Mi), che gli consente di trasformarsi in sabbia e rendersi intangibile a tutto tranne che ai liquidi; il frutto gli permette inoltre di creare tempeste e lame di sabbia e di inaridire ogni cosa che tocca assorbendone i liquidi. Al posto della mano sinistra presenta un grosso uncino dorato che nasconde un potente veleno in grado di provocare un collasso cardiaco. Prima di entrare nella Flotta sulla sua testa pendeva una taglia di 81 milioni di Berry; dopo il suo scioglimento e la fondazione della Cross Guild, la sua taglia sale a un miliardo e 965 milioni di berry.
Dopo aver assistito all'esecuzione di Gol D. Roger decise di diventare un pirata e sempre in gioventù conobbe Emporio Ivankov, che venne a conoscenza di un suo segreto. Inizialmente desideroso di diventare il Re dei pirati, successivamente si unì alla Flotta; una volta entrato nel Nuovo Mondo, tuttavia, subì una pesante sconfitta ad opera di Barbabianca e abbandonò il suo sogno. Al fine di attuare un colpo di Stato ad Alabasta e impadronirsi così dell'arma ancestrale Pluton, ha fondato un'organizzazione criminale denominata "Baroque Works" comprendente alcuni dei migliori cacciatori di taglie del mondo e all'interno della quale è conosciuto come Mr. 0 (ミスター・ゼロ?, Misutā Zero); per riuscire nel suo intento, con i suoi poteri causa una grave siccità facendone ricadere la colpa sul re Nefertari Cobra: il suo piano viene però sventato da Rufy, che lo sconfigge nelle catacombe della città di Alubarna. Espulso dalla Flotta e imprigionato nel sesto livello di Impel Down, Crocodile prende parte all'evasione di massa causata dallo stesso Rufy e, messosi alle spalle il passato, interviene durante la battaglia di Marineford supportando l'avanzata del suo ex avversario verso il patibolo dove si trova Portuguese D. Ace; dopo la morte di quest'ultimo, assieme ai pirati di Barbabianca protegge il ragazzo dall'ammiraglio Akainu. Dopo la fine della battaglia lo si rivede su un'isola del Paradiso assieme a Das Bornes, al quale propone con esito favorevole di salpare per il Nuovo Mondo. Qui, progetta l'organizzazione Cross Guild, unendo le forze a Drakul Mihawk e a Bagy il Clown (nel frattempo divenuto suo debitore), che diviene nominalmente il leader dell'organizzazione. È doppiato in giapponese da Ryūzaburō Ōtomo e in italiano da Stefano Albertini (ep. 76-127), Paolo De Santis (ep. 278, 512), Alessandro Maria D'Errico (ep. 430-452) e Dario Oppido (ep. 453-490).

### Baroque Works
La Baroque Works (バロック・ワークス?, Barokku Wākusu) è un'organizzazione criminale fondata da Crocodile per conquistare il regno di Alabasta e ottenere Pluton. L'organizzazione è composta da circa duemila agenti secondari, chiamati Billions e Millions, più venticinque agenti principali, gli Official Agent e i Frontier Agent, ognuno identificato da un nome in codice: gli agenti maschi sono indicati con un numero che va da 0 a 13, mentre le donne sono chiamate con un appellativo che si rifà ad una festa del calendario o a un giorno della settimana. A capo di tutto c'è il presidente, Mr. 0, identità sotto la quale si nasconde Crocodile, mentre la vicepresidente è Miss All Sunday, ovvero Nico Robin. Nell'organizzazione si sono infiltrati inoltre Nefertari Bibi e Igaram, sotto i rispettivi nomi in codice di Miss Wednesday e Mr. 8. La ciurma di Cappello di paglia si imbatte nella Baroque Works appena entrata nella Rotta Maggiore e la combatte attraverso le isole di Whiskey Peek, Little Garden e Alabasta. Dopo la sconfitta di Crocodile per mano di Rufy, gli Official Agent vengono arrestati dalla Marina con l'eccezione di Mr. 2 e Miss All Sunday. Crocodile, Mr. 1 e Mr. 3 riescono a fuggire dalla prigione di massima sicurezza di Impel Down durante l'evasione di Rufy; mentre nelle miniavventure viene mostrato come Miss Golden Week liberi il resto degli agenti, i quali aprono un nuovo Spider's Cafè su un'isola della Rotta Maggiore.

#### Mr. 1
Mr. 1 (ミスター ワン?, Misutā Wan), il cui vero nome è Das Bornes (ダズ・ボーネス?, Dazu Bōnesu), è un assassino proveniente dal Mare occidentale sul quale pende una taglia di 75 milioni di Berry. Partner di Miss Doublefinger, dopo Crocodile è il membro maschile più forte della Baroque Works: prima di entrare nell'organizzazione si era infatti conquistato una fama tale da essere soprannominato "il killer". Ha mangiato il frutto Paramisha Lama Lama (スパスパの実?, Supa Supa no Mi), che gli consente di tramutare il proprio corpo in acciaio e renderne ogni parte affilata: questo potere, unito alle sue abilità marziali, fa di lui una vera e propria arma umana. Ad Alabasta affronta in una battaglia all'ultimo sangue Zoro e dopo essere stato sconfitto viene arrestato e imprigionato nel quarto livello di Impel Down; qualche tempo dopo, durante l'evasione di massa scatenata da Rufy, viene liberato da Crocodile e assieme a lui partecipa alla battaglia di Marineford, dove viene sconfitto da Drakul Mihawk. Tre settimane dopo accetta la proposta di Crocodile di partire con lui per il Nuovo Mondo. È doppiato in giapponese da Tetsu Inada e in italiano da Maurizio Trombini (ep. 104-119), Oliviero Corbetta (ep. 443-452, 512), Alessandro Zurla (ep. 479-490) e Alessandro Maria D'Errico (ottavo film).

#### Miss Doublefinger
Miss Doublefinger (ミス・ダブルフィンガー?, Misu Daburufingā), il cui vero nome è Zala (ザラ?, Zara), è la proprietaria dello Spider's Cafe con lo pseudonimo di Paola e la partner di Mr. 1. Con il potere del frutto Paramisha Ago Ago (トゲトゲの実?, Toge Toge no Mi) è in grado di ricoprirsi di spuntoni acuminati. Usa prevalentemente questo potere per creare aculei con cui trafiggere gli avversari, ma può anche usarlo per difendersi dagli attacchi degli avversari e tenerli a distanza. Viene sconfitta da Nami, grazie all'utilizzo del Clima Sansetsukon. Il suo nome richiama la festività dell'anno nuovo, infatti due dita alzate rappresentano 1 e 1, quindi il primo gennaio. È doppiata in giapponese da Rin Mizuhara e in italiano da Cinzia Massironi e Loretta Di Pisa (ottavo film).

#### Mr. 2 Von Clay
Mr. 2 Von Clay (Mr.2 ボン・クレー?, Misutā Tsū Bon Kurē), il cui vero nome è Bentham (ベンサム?, Bensamu), è un membro della Baroque Works; a differenza degli altri official agent non ha una compagna, essendo un okama, termine che identifica un omosessuale o travestito. Indossa abiti sgargianti e un trucco pesante con rossetto e mascara. La filosofia di vita di Von Clay è racchiusa nell'espressione "Gay Way" (Okama Way), una presa di coscienza della propria natura in cui sono importanti i legami con gli altri, l'amicizia, il provare affetto, l'essere esuberante e il non tirarsi mai indietro. Nell'edizione italiana dell'anime non vi è nessun riferimento alla Gay Way, sostituita dalla frase a effetto "parola di Bonkure". Mr. 2 ha ingerito il frutto Paramisha Mimo Mimo (マネマネの実?, Mane Mane no Mi), che gli permette di assumere i connotati di una persona che ha toccato con la mano. Le sue abilità combattive si basano inoltre su un'arte marziale chiamata Kung Fu gay (オカマ拳法?, Okama Kenpō, lett. "Arte marziale dei travestiti"), che combina calci e pugni e in generale è un'unione del karate e del balletto.
Dopo la sconfitta di Mr. 3, Mr. 2 viene incaricato di recarsi a Little Garden per ucciderlo, ma giunto sull'isola non lo trova. Successivamente tenta di tornare ad Alabasta ma cade in mare e viene salvato da Rufy e la sua ciurma, con cui fa amicizia. Ad Alabasta impersona re Cobra in modo da fomentare i rivoltosi e cerca di attaccare Bibi; viene tuttavia fermato e sconfitto da Sanji. Dopo la cattura di Crocodile, Von Clay protegge la Going Merry e impersona con i suoi seguaci la ciurma di Cappello di paglia per farsi inseguire da Hina e salvare così i suoi nuovi amici. In seguito a questo fatto gli viene assegnata una taglia di 32 milioni di Berry. Partecipa poi all'operazione di salvataggio dei suoi compagni promossa da Miss Golden Week, ma è sconfitto e catturato da Hina, venendo spedito a Impel Down. Detenuto al terzo livello della prigione, Mr. 2 riesce a liberarsi grazie a Bagy e Mr. 3, e decide di aiutare Rufy nel tentativo di salvare il fratello Portuguese D. Ace. Per permettere a Rufy e agli altri di superare il Cancello della Giustizia, Von Clay rimane all'interno di Impel Down e assume le sembianze di Magellan per far aprire il cancello dalla guardia; dopo essere riuscito nell'impresa, viene però sfidato dal vero Magellan. Sopravvissuto, due anni dopo ha preso il posto di Emporio Ivankov come nuovo "regino" del livello quinto e mezzo. È doppiato in giapponese da Kazuki Yao e in italiano da Claudio Moneta (ep. 78), Sergio Romanò (ep. 91-92), Riccardo Peroni (ep. 103-129), Giorgio Melazzi (ep. 431-452, ottavo film) e Matteo Zanotti (ep. 480).

#### Mr. 3
Mr. 3 (ミスター・スリー?, Misutā Surī), il cui vero nome è Galdino (ギャル ディーノ?, Gyaru Dīno), ha ingerito il frutto Paramisha Dela Dela (ドルドルの実?, Doru Doru no Mi), con cui può emettere cera dal corpo a piacimento che usa per creare costruzioni e armi estremamente resistenti. Predilige le tattiche subdole e l'uso dell'astuzia, rivelandosi codardo in presenza di avversari più forti di lui. Ha una taglia da 42 milioni di berry. Mr. 3 viene inviato a Little Garden insieme a Miss Golden Week a eliminare la ciurma di Cappello di paglia; durante la missione si interessa ai due giganti Dori e Brogi e tenta di catturarli. Grazie ad uno stratagemma riesce ad intrappolare Brogi, Zoro, Nami e Bibi, ma Usop e Rufy ostacolano il suo piano e lo sconfiggono. Recatosi ad Alabasta, Crocodile lo punisce dell'insuccesso facendolo mangiare da uno dei suoi coccodrilli giganti, ma Mr. 3 riesce a proteggersi dalle fauci dell'animale con la sua cera. Viene in seguito costretto da Sanji ad utilizzare i suoi poteri per creare una chiave e liberare la ciurma di Cappello di paglia dalla gabbia di agalmatolite in cui Crocodile li aveva rinchiusi. Dopo la sconfitta della Baroque Works, Mr. 3 tenta di fuggire con la sua nave da un'isola all'altra, ma è catturato dalla Marina insieme a Mr. 2 e portato nella prigione di Impel Down. Viene liberato da Rufy durante la sua infiltrazione nella prigione e, deciso a ripagare il debito nei suoi confronti, lo aiuta a scendere i livelli del carcere in compagnia di Bagy e Mr. 2, anch'essi liberati da Rufy. Bagy, interessato a fuggire e non ad aiutare Rufy, si allea con Mr. 3 per evadere e, durante l'operazione di salvataggio, i due fomentano una rivolta dei carcerati. Evaso dalla prigione assieme agli altri Galdino prende parte alla battaglia di Marineford come alleato di Bagy. Infiltrandosi tra le guardie incaricate di giustiziare Portuguese D. Ace, collabora alla sua liberazione, fornendo a Rufy una chiave di cera per aprire le manette del fratello. Dopo la battaglia, insieme agli evasi di Impel Down, si unisce alla ciurma di Bagy. È doppiato in giapponese da Nobuyuki Hiyama e in italiano da Maurizio Scattorin (ep. 70-109), Riccardo Onorato (ep. 291) e Claudio Moneta (ep. 424+, quattordicesimo film).
Nella serie live action di Netflix è interpretato da David Dastmalchian .

#### Miss Golden Week
Miss Golden Week (ミス・ゴールデンウィーク?, Misu Gōruden Wīku), il cui vero nome è Marianne (マリアンヌ?, Mariannu) ha l'aspetto di una bambina e agisce in coppia con Mr. 3. Ha un atteggiamento estremamente rilassato e mantiene quasi sempre la calma. Porta sempre con sé una tavolozza e un pennello di cui fa uso quando ricorre alla Colors Trap (カラーズ・トラップ?, Karāzu Torappu), una tecnica ipnotica con cui sfrutta il realismo dei suoi colori per controllare lo stato d'animo del nemico. A Little Garden aiuta Mr. 3 nel suo piano, bloccando Rufy con la Colours Trap, ma viene sconfitta da Karl, l'anatroccolo di Bibi. Dopo la sconfitta di Crocodile con l'aiuto di Mr. 5 e Miss Valentine riesce a liberare alcuni degli agenti della Baroque Works catturati dalla Marina. Il suo nome richiama alla festività giapponese della Golden Week, compresa fra 29 aprile e 5 maggio. È doppiata da Akiko Nakagawa e Sonia Mazza.

#### Mr. 4
Mr. 4 (ミスター フォー?, Misutā Fō), il cui vero nome è Babe (ベーブ?, Bēbu), soprannominato "Il battitore", è un uomo forte ma estremamente stupido. Sembra incapace di pensare e spesso fa semplicemente quello che gli dice la sua partner, Miss Merry Christmas. Non parla quasi mai e quando parla, lo fa molto lentamente, spesso esprimendosi a monosillabi. Porta sempre con sé una mazza da baseball dal peso di quattro tonnellate, con cui colpisce le palle esplosive, reindirizzandole contro il nemico, che spara il suo cane-fucile Lassiù (ラッスー?, Rassuu). L'animale in origine era un fucile, ma dopo aver mangiato il frutto Zoo Zoo Dog Dog, modello bassotto, si è trasformato in un cane perennemente raffreddato che starnutisce bombe ad orologeria a forma di palle da baseball. Viene sconfitto dopo un duro scontro da Usop e Chopper. Ha una taglia di 3 milioni e 200mila berry, una delle più basse dell'universo di One piece. È doppiato da Masaya Takatsuka e Mario Scarabelli.

#### Miss Merry Christmas
Miss Merry Christmas (ミス メリー クリスマス?, Misu Merī Kurisumasu), il cui vero nome è Drophy (ドロフィー?, Dorofī), agisce in compagnia di Mr. 4. Ha la particolare caratteristica di parlare molto velocemente, al punto che spesso pronuncia solo le prime sillabe delle parole. Ha mangiato il frutto Zoo Zoo Mole Mole (モグモグの実?, Mogu Mogu no Mi), che le permette di trasformarsi in una talpa umana. Può scavare delle buche in tutto il campo di battaglia, dove si nascondono i suoi compagni, per attaccare di sorpresa, o utilizzare grossi artigli per colpire il nemico. È lei a rapire re Cobra durante i disordini ad Alabasta. Viene sconfitta insieme a Mr. 4 da Usop e Chopper. È doppiata in giapponese da Mami Kingetsu e in italiano da Grazia Migneco e Marcella Silvestri (ottavo film).

#### Mr. 5
Mr. 5 (ミスター ファイブ?, Misutā Faibu), il cui vero nome è Gem (ジェム?, Jemu), è il partner di Miss Valentine. Ha mangiato il frutto Paramisha Bom Bom (ボムボムの実?, Bomu Bomu no Mi, Polvere da sparo nell'edizione italiana dell'anime), grazie al quale può rendere esplosiva qualsiasi parte del proprio corpo; inoltre, può ingoiare qualsiasi esplosivo senza accusare alcun danno e sembra immune alle esplosioni. Viene inviato a Whiskey Peek per uccidere Bibi e Igaram dopo che la loro identità venne scoperta, ma è messo al tappeto da Rufy e poi sconfitto definitivamente da Zoro a Little Garden, dove si era recato per vendicarsi della ciurma di Cappello di paglia. Collaborando con Miss Golden Week, riesce a liberare alcuni degli agenti della Baroque Works catturati dalla Marina. È doppiato da Masaya Takatsuka e Riccardo Lombardo.

#### Miss Valentine
Miss Valentine (ミス バレンタイン?, Misu Barentain), il cui vero nome è Mikita (ミキータ?, Mikīta), Miss Valentina nell'edizione italiana dell'anime, è la compagna di Mr. 5. Ha mangiato il frutto Paramisha Kilo Kilo (キロキロの実?, Kiro Kiro no Mi), che le permette di mutare il suo peso da meno un chilo a diecimila chili. Possiede una taglia da 7 milioni e 500mila berry. Quando si alleggerisce vola e si libra nell'aria, ma può anche attaccare dall'alto schiacciando il nemico. È sconfitta da Rufy e Zoro a Whiskey Peek e in seguito da Nami Bibi a Little Garden. Collaborando con Miss Golden Week riesce a liberare alcuni degli agenti della Baroque Works catturati dalla Marina. È doppiata da Fumiko Orikasa e Tosawi Piovani.

#### Altri membri della Baroque Works
- Mr. 7 e Miss Father's Day (ミスター セブン と ミス ファザーズ デー?, Misutā Sebun to Misu Fāzāzu Dē) sono due cecchini. Crocodile affida loro il compito di badare al cannone in cima alla torre dell'orologio, il quale deve sparare un potente colpo sulla piazza dove incombe la guerra tra rivoltosi e soldati per causare una strage. Bibi tuttavia individua la posizione del cannone e insieme ai pirati di Cappello di paglia li sconfigge. Sono doppiati rispettivamente da Keisuke e Aldo Stella e da Tomoko Naka e Elisabetta Cesone.
- Miss Monday (ミス マンデー?, Misu Mandē), Miss Lunedì nell'edizione italiana dell'anime, è una donna con un fisico da bodybuilder e una forza sovrumana. Affronta i suoi nemici colpendoli con un tirapugni. Agisce in coppia con Mr. 8. A Whiskey Peek cerca di attaccare la ciurma di Cappello di paglia insieme ad altri agenti della Baroque Works, ma è sconfitta da Zoro. Ripresasi e scoperta la vera identità di Bibi, si schiera dalla sua parte e, cercando di aiutarla, attacca Mr. 5, ma questi la sconfigge in breve tempo. Dopo due anni si viene a sapere che continua a fare la cacciatrice di taglie a Whiskey Peek con Mr. 9; con questi si è sposata ed ha anche avuto un figlio[31]. È doppiata da Makiko Ōmoto e Monica Bonetto.
- Mr. 9 (ミスター ナイン?, Misutā Nain) agisce in coppia con Miss Wednesday. Combatte con delle mazze d'acciaio, la cui punta può essere sparata contro il nemico e usata grazie a un filo d'acciaio collegato al manico per imprigionare l'avversario, e occasionalmente con un bazooka. A Whiskey Peak affronta anche lui Zoro, ma viene sconfitto rapidamente. Quando viene rivelata la vera identità di Bibi, si schiera dalla sua parte, ma è battuto da Mr. 5. Dopo due anni si viene a sapere che continua a fare il cacciatore di taglie a Whiskey Peek con Miss Monday con la quale ha anche avuto un figlio[31]. È doppiato da Yasuhiro Takato e Sergio Romanò.
- Gli Unluckies (13日の金曜日?, Anrakkīzu, lett. "Venerdì 13") sono una coppia di animali costituita da Mr. 13 (ミスター・サーティーン?, Misutā Sātīn), una lontra, e Miss Friday (ミス・フライデー?, Misu Furaidē), un avvoltoio. Si occupano della consegna dei messaggi interni alla Baroque Works, e all'occorrenza dell'eliminazione degli agenti che hanno fallito le missioni. Mr. 13 usa delle conchiglie affilate come lame, mentre Miss Friday ha delle mitragliatrici nascoste nelle ali. Vengono sconfitti da Sanji a Little Garden.

## Donquijote Do Flamingo
Donquijote Do Flamingo (ドンキホーテ・ドフラミンゴ?, Donkihōte Dofuramingo), pronunciato come in spagnolo (doŋkiˈxote) sia nella versione giapponese che in quella italiana, è il principale antagonista dell'arco di Dressrosa. Soprannominato "Demone celeste" (天夜叉?, Ten yasha), è il capitano del clan di Donquijote e il re di Dressrosa nonché uno degli uomini più influenti al mondo: ha infatti diretto per molto tempo il traffico di schiavi alle isole Sabaody ed è a capo di numerose attività criminali agendo dietro lo pseudonimo "Joker" (ジョーカー?, Jōkā); essendo inoltre a conoscenza di un segreto riguardante i Draghi celesti, la sua autorità può scavalcare persino quella del grand'ammiraglio della Marina. Cinico, spietato e menefreghista, crede nell'avvento di una nuova era della pirateria in cui non c'è più spazio per i sognatori e gli idealisti. Ha ingerito il frutto Paramisha Filo Filo (イトイトの実?, Ito Ito no Mi), che gli permette di creare dei fili dalle mani e utilizzarli a proprio piacimento; possiede inoltre l'Ambizione dell'armatura e del re conquistatore. Prima del suo ingresso nella Flotta la sua taglia ammontava a 340 milioni di Berry.

Copertina del volume 77 del manga, raffigurante il clan di Donquijote: al centro si trova Donquijote Do Flamingo; dietro, da sinistra: Diamante, Pica e Trebol; nella banda in basso, da sinistra: Buffalo (dietro), Jora, Dellinger, Lao G, Señor Pink, Gladius, Sugar, Machvise (dietro) e Baby 5.

Do Flamingo è nato in una delle venti famiglie che fondarono il Governo mondiale, ma quando era ancora un bambino suo padre Homing decise di rinunciare al titolo di Nobile mondiale e di portare tutta la famiglia a vivere tra la gente comune, essendo convinto dell'uguaglianza delle persone: le vendette che furono costretti a subire da parte della popolazione, stanca dei soprusi dei nobili, e la morte della madre provocarono in lui un odio profondo verso il padre, che lo spinse a ucciderlo per poi portare la sua testa ai Draghi celesti nel vano tentativo di riottenere il precedente status. Desideroso di estendere la sua vendetta al mondo intero, Do Flamingo incontrò poi Vergo, Pica, Diamante e Trébol dando il via alla sua carriera da pirata; qualche anno dopo uccise anche suo fratello Rosinante dopo aver scoperto che questi era un infiltrato della Marina e che aveva permesso a Trafalgar Law, in possesso del frutto Ope Ope (capace di donare la vita eterna ad una persona in cambio di quella dell'utilizzatore), di fuggire. Recatosi a Dressrosa, l'isola su cui la sua famiglia regnava in passato, Do Flamingo usò i suoi poteri su re Riku Dold III per costringerlo ad attaccare i suoi sudditi e quindi intervenne con la sua ciurma autoproclamandosi nuovo re di Dressrosa; grazie ai poteri della sua sottoposta Sugar mise a tacere i dissidenti trasformandoli in giocattoli e da qui cominciò a fondare il suo impero criminale, vendendo ai pezzi grossi della malavita i frutti del diavolo artificiali prodotti dal suo sottoposto Caesar Clown. Dopo la sconfitta di Crocodile per mano di Rufy partecipa alla riunione per designare il suo successore nella Flotta e in qualità di membro della stessa partecipa alla battaglia di Marineford: qui viene incaricato di eliminare Gekko Moria, perdendolo tuttavia di vista prima di portare a termine l'incarico. Due anni dopo l'alleanza tra Rufy e Law cattura Caesar e il suo ex sottoposto lo ricatta ordinandogli di lasciare la Flotta in cambio della restituzione dello scienziato: usando la sua enorme influenza Do Flamingo simula quindi la sua uscita dall'organizzazione e successivamente affronta e sconfigge Law insieme all'ammiraglio Fujitora. Quando la verità sul suo conto viene a galla Do Flamingo intrappola l'intera Dressrosa nella "gabbia per uccelli" minacciando di uccidere tutti gli abitanti piuttosto che far trapelare la verità: Law e Rufy lo affrontano di nuovo e quest'ultimo, al termine di un lungo combattimento, riesce infine a sconfiggerlo. Sulla nave diretta verso Impel Down Do Flamingo ha una conversazione con la viceammiraglio Tsuru, da sempre alle sue calcagna, affermando che con la sua cattura gli equilibri della malavita mondiale sono compromessi e che aspetta con trepidazione di vedere come le cose si evolveranno; successivamente viene rinchiuso nel sesto livello della prigione. È doppiato da Masaya Takatsuka (ep. 151) e Hideyuki Tanaka (ep. 207+), Tomoe Hanba (da bambino) e in italiano da Luca Sandri (ep. 151), Claudio Moneta (ep. 207), Paolo De Santis (ep. 398), Oliviero Corbetta (ep. 458-490), Marco Balzarotti (ep. 513) e Maurizio Merluzzo (ep. 600+).

### Clan di Donquijote
Il clan di Donquijote (ドンキホーテファミリー?, Donkihōte Famirī), conosciuto anche col nome di pirati di Donquijote (ドンキホーテ海賊団?, Donkihōte kaizoku-dan), è la ciurma capitanata da Donquijote Do Flamingo. In contrasto col cinismo e sadismo che lo caratterizza con i suoi nemici, Do Flamingo tiene molto ai suoi uomini, dimostrando stima nei confronti di tutti loro e considerandoli la sua vera famiglia; ciononostante, dà più l'idea di essere un padrone per loro piuttosto che un capitano, tanto che essi si rivolgono a lui con l'appellativo di "Signorino" (若?, Waka). Ad ognuno di questi ultimi è assegnata una postazione la cui forma richiama un seme delle carte francesi e ha un soprannome che ricalca il seme assegnato. A eccezione del seme di cuori, vacante, ogni ufficiale capo comanda un'armata composta da tre o quattro ufficiali e oltre duemila soldati. Oltre ai tre ufficiali capo e i dieci ufficiali normali vi sono altri due agenti esterni: Vergo e Mone. La figlia di Re Riku, Viola, fa anch'essa parte del clan, così come Bellamy, dopo lo scioglimento della sua ciurma. I membri della ciurma, eccetto Baby 5, vengono sconfitti dai pirati di Rufy e dai combattenti del colosseo alleatisi a loro, venendo poi arrestati dalla Marina.

#### Donquijote Rosinante
Donquijote Rosinante (ドンキホーテ・ロシナンテ?, Donkihōte Roshinante) è il fratello minore di Do Flamingo. Dopo che il fratello uccise il padre, Rosinante lo abbandonò all'età di otto anni e, incontrato l'allora ammiraglio Sengoku, entrò in Marina, dove fece carriera diventando capitano di fregata. A ventidue anni venne quindi incaricato di infiltrarsi nella neonata ciurma di Do Flamingo per monitorarne i movimenti, e, con la contemporanea fuoriuscita di Vergo, a Rosinante fu assegnato il seme di cuori e il titolo di Corazòn (コラソン?, Korason). Rosinante ha ingerito il frutto Paramisha Taci Taci (ナギナギの実?, Nagi Nagi no Mi), il quale lo ha reso un "uomo silenziatore", capace di creare delle barriere completamente insonorizzate o eliminare i suoni prodotti da lui o altri. Grazie a esso fu in grado di ingannare il fratello, facendolo credere di aver perso l'uso della parola in seguito ad un evento traumatico avvenuto durante la sua infanzia. Diversi anni prima dei fatti di Dressrosa, incontrò un giovane Law, entrato da poco nella ciurma di Do Flamingo, e iniziò ad affezionarsi a lui, cercando con insistenza una cura alla sindrome del piombo ambrato che affliggeva il bambino. Quando Do Flamingo gli comunicò di aver rintracciato il frutto Ope Ope, Rosinante, sospettando che Do Flamingo intendesse sfruttarlo per ottenere la vita eterna, anticipò le sue intenzioni e si recò sull'isola Minion insieme a Law, facendo mangiare il frutto al bambino. Il suo tradimento venne tuttavia scoperto e Do Flamingo creò la gabbia per uccelli per impedire loro la fuga; dopo aver nascosto Law in un baule insonorizzato grazie ai suoi poteri, Rosinante venne quindi ucciso da Do Flamingo. È doppiato da Kōichi Yamadera e in italiano da Andrea Oldani.

#### Diamante
Diamante (ディアマンテ?, Diamante), il cui nome deriva dal seme di quadri in lingua spagnola, è un ufficiale capo del clan di Donquijote. Viene definito da Do Flamingo "L'eroe dell'arena" (コロシアムの英雄?, Koroshiamu no eiyū), in quanto attuale campione del Colosseo di Dressrosa. Uomo estremamente modesto, è anche incredibilmente sadico e disposto ad usare i trucchetti più sleali pur di vincere lo scontro. Diamante ha mangiato il frutto Paramisha Flap Flap (ヒラヒラの実?, Hira Hira no Mi), che gli consente di appiattire tutto ciò che tocca, compreso se stesso, trasformandolo in un tessuto, mantenendone però inalterate le caratteristiche di durezza e resistenza. Il suo mantello è in realtà una piastra d'acciaio estremamente resistente, trasformata grazie a questo potere. Inoltre brandisce una spada a cui può cambiare forma o farla allungare e una mazza chiodata, che tiene ripiegata nella fibbia della sua cintura. Diamante partecipa al round finale del torneo, dove affronta Sabo e Rebecca. Dopo che Sabo mangia il frutto Foco Foco, decide di proteggere l'entrata della fabbrica insieme a Trébol e in seguito l'ingresso del palazzo reale, dove incontra nuovamente Rebecca. La ragazza viene però raggiunta da Kyros, e Diamante ingaggia un combattimento con quest'ultimo, dimostrandosi inizialmente superiore perché Kyros è preoccupato nel proteggere sua figlia, tuttavia l'arrivo di Nico Robin a difendere Rebecca permette a Kyros di concentrarsi su Diamante, che viene infine sconfitto. È doppiato da Hideyuki Umezu e in italiano da Federico Danti.

#### Pica
Pica (ピーカ?, Pīka) è un ufficiale capo del clan di Donquijote, a cui è assegnato il seme di picche. Ha un aspetto imponente e minaccioso ed è particolarmente spietato, ma nonostante ciò possiede una voce molto acuta e buffa e va su tutte le furie quando qualcuno ride di essa. Pica ha ingerito il frutto Paramisha Pietra Pietra (石石の実?, Ishi Ishi no Mi), che gli consente di fondersi e plasmare a piacimento qualunque materiale roccioso. Possiede anche uno spadone enorme, che impugna con entrambe le mani, e padroneggia l'Ambizione dell'armatura. Durante l'irruzione di Rufy, Zoro e Viola nel palazzo reale, sbarra loro la strada emergendo da una parete grazie al suo potere, ingaggiando poi un combattimento con Zoro. In seguito, su ordine di Do Flamingo, caccia gli intrusi dal palazzo e usa i suoi poteri per stravolgere il paesaggio di Dressrosa e innalzare la fabbrica degli Smile e il palazzo. Successivamente si fonde con le pietre di Dressrosa creando un golem di roccia gigantesco in cerca dei suoi nemici. Si scontra quindi nuovamente con Zoro, il quale riesce a fare a fette il gigante e a sconfiggerlo. È doppiato da Yūji Mitsuya e in italiano da Luca Sandri.

#### Trébol
Trébol (トレーボル?, Torēboru) è un ufficiale capo del clan di Donquijote a cui è assegnato il seme di fiori e la guardia del corpo personale di Sugar. Individuo cinico e viscido, ha un aspetto sgradevole, col muco che gli pende costantemente dal naso, a causa del frutto del diavolo che ha ingerito, il Paramisha Colla Colla (ベタベタの実?, Beta Beta no Mi). Esso gli consente di produrre dal suo corpo una sostanza collosa molto appiccicosa, con la quale può intrappolare gli avversari, camminare su soffitti o superfici verticali, o afferrare oggetti. Una volta intrappolati i nemici con questa abilità, Trébol può inoltre usare un fiammifero per provocargli danni incendiari, essendo il muco altamente infiammabile. Ha inoltre un fisico molto esile che tiene coperto da uno strato di muco così da apparire più massiccio: questa caratteristica gli consente di schivare facilmente gli attacchi avversari. Viene condotto al porto con l'inganno da Nico Robin, ma, accorgendosi del trucco e riconoscendo l'archeologa, distrugge la torre sotterranea e cattura i nani con i suoi poteri. In seguito affronta Usop e lo sconfigge facilmente, ma non riesce ad impedire che questi spaventi e faccia perdere i sensi a Sugar. Affianca poi Do Flamingo durante lo scontro con Rufy e Law, venendo sconfitto da quest'ultimo. Ferito gravemente, decide di darsi fuoco per eliminare gli avversari, ma inutilmente. È doppiato da Taiki Matsuno (ed. Giapponese) e da Riccardo Peroni (ed. italiana).

#### Dellinger
Dellinger (デリンジャー?, Derinjā) è un membro dell'armata di Diamante. È un incrocio tra un umano e un uomo-pesce di tipo pesce guerriero. Possiede una forza sovrumana e ha la capacità di far crescere nuovi denti affilati ogni volta che vuole; può anche usare le sue corna che nasconde sotto il cappello per trafiggere i propri avversari, inoltre possiede sulla schiena una pinna dorsale retrattile. Effeminato e vivace, durante uno scontro mostra subito un lato più sanguinario e feroce, a causa della sua parentela con i pesci guerrieri. Riceve ordine da Do Flamingo di uccidere Bellamy nel caso non fosse riuscito ad assassinare Rufy; lo riduce quindi in fin di vita, ma quando s'appresta a dargli il colpo di grazia, interviene Bartolomeo a fermarlo. Più tardi aiuta Señor Pink e Machvise a prevalere contro Franky. Dopo aver battuto Ideo, viene sconfitto in un attacco da Cavallo Bianco, la doppia personalità di Cavendish. È doppiato da Kōki Miyata e in italiano da Jacopo Calatroni.

#### Lao G
Lao G (ラオ・G?, Rao Jī) è un membro dell'armata di Diamante. Malgrado l'aspetto vecchio e gracile, Lao G è un esperto di arti marziali, in particolare dello stile di combattimento noto come G-oken (地翁拳?, Jiō-ken). Tutte le tecniche che utilizza ruotano attorno agli acciacchi dovuti alla sua età avanzata, approfittando di sintomi debilitanti per assumere posizioni di combattimento. La tecnica finale di questo stile gli consente di conservare la sua forza durante la gioventù per poterla utilizzare quando ne ha più bisogno, concedendo così al suo corpo un'immensa potenza e annullando tutte le debolezze dovute alla vecchiaia. Durante l'assalto al palazzo, Lao G si imbatte nel Rabbioso soldatino tonante e nei nani e tiene loro testa senza alcuno sforzo considerevole. Quando Do Flamingo intrappola Dressrosa nella sua gabbia, Lao G si mette a guardia del palazzo insieme ai suoi compagni. Nel prosieguo della battaglia sconfigge Don Chinjao, ma è subito dopo battuto da Sai. È doppiato da Tetsuo Gotō e in italiano da Mario Scarabelli.

#### Machvise
Machvise (マッハバイス?, Mahhabaisu) è un membro dell'armata di Diamante. Ha mangiato il frutto Paramisha Ton Ton (トントンの実?, Ton Ton no Mi), che gli permette di aumentare il suo peso a piacimento, fino a raggiungere le diecimila tonnellate. Il suo stile di combattimento consiste nel galleggiare in aria per poi cadere sul suo nemico con lo stomaco nel tentativo di schiacciarlo per terra. Spesso usa un grosso scudo che porta sulla schiena per aumentare l'impatto. Machvise viene incaricato di difendere l'entrata della fabbrica degli Smile, dove aiuta Señor Pink nel combattimento con Franky. In seguito tenta di fermare i lottatori del Colosseo, ma è sconfitto da Hajrudin. È doppiato da Naomi Kusumi e in italiano da Stefano Albertini (ep. 608) e Marco Balbi (ep. 629+).

#### Señor Pink
Señor Pink (セニョール・ピンク?, Senyōru Pinku) è un membro dell'armata di Diamante. È un uomo molto grasso, che indossa un pannolino gigante e una cuffietta da neonato; nonostante quest'aspetto ridicolo, ha al suo seguito molte belle ragazze che lo ammirano per la sua mascolinità e per i suoi atteggiamenti virili. Anni prima dei fatti di Dressrosa, Señor Pink sposò una donna di nome Russian, dalla quale ebbe un figlio, Gimlet, ma che morì in tenera età. La donna, già sconvolta dalla prematura morte del bambino, rimase addolorata quando scoprì che il marito le aveva mentito riguardo alla sua professione, scappando di casa durante una tempesta e rimanendo vittima di un incidente, che la ridusse in uno stato di coma vegetativo. In seguito, Señor Pink scoprì che la moglie sorrideva quando lui le si presentava vestito da neonato e per questo decise di non abbandonare più quel tipo di abbigliamento. Señor Pink possiede il potere del frutto Paramisha Swim Swim (スイスイの実?, Sui Sui no Mi), che gli permette di nuotare in qualunque materiale solido come se fosse acqua. Viene mandato da Diamante a difendere l'entrata della fabbrica degli Smile, dove ingaggia un combattimento con Franky, riuscendo a sconfiggerlo grazie all'aiuto di Dellinger, Machvise e la Marina. Dopo aver inutilmente tentato di fermare Rufy, Zoro e Law, Señor Pink affronta nuovamente Franky nei pressi della fabbrica, venendo sconfitto dopo uno scontro impegnativo. È doppiato da Kazuhiro Yamaji e in italiano da Marco Panzanaro.

#### Baby 5
Baby 5 (ベビー5?, Bebī Faibu) è una giovane donna membro dell'armata di Pica. Nacque in una zona molto povera dove c'era a malapena da mangiare e così venne abbandonata dalla madre fra le montagne. Questo trauma le ha provocato la sua necessità di soddisfare qualunque richiesta delle persone che sembrano avere bisogno di lei, affinché potesse essere utile per qualcuno, anche se la persona in questione specifica che si tratta di un semplice scherzo. Ha mangiato il frutto Paramisha Arma Arma (ブキブキの実?, Buki Buki no Mi), che l'ha resa capace di trasformare parti del suo corpo in armi, sia bianche che da fuoco. Inoltre dispone a sua volta di armi che si porta appresso, come lunghe katane o due bazooka. Pur lavorando per Do Flamingo, Baby 5 prova molto rancore nei suoi confronti dal momento che questi ha ucciso ognuno dei suoi otto fidanzati. Dopo aver tentato senza successo di ucciderlo, viene inviata, insieme a Buffalo, a Punk Hazard a supportare Caesar Clown; qui però si vedono costretti ad affrontare Franky, che li sconfigge. Baby 5 ricompare in seguito a Dressrosa, dove si schiera a difesa del palazzo insieme ai suoi compagni. Durante gli scontri fronteggia Sai, convincendosi da alcune frasi dette dal suo avversario che lui la stia corteggiando, e innamorandosi quindi di lui. Quando Lao G tenta di mettersi in mezzo, Sai lo sconfigge e dichiara di voler prendere la ragazza in sposa. Dopo la vittoria finale di Rufy su Do Flamingo, Baby 5 segue Sai e diventa a propria volta un membro della terza divisione della flotta di Cappello di paglia, qualche tempo dopo si sposa con Sai. È doppiata da Rina Satō e in italiano da Elisa Giorgio.

#### Buffalo
Buffalo (バッファロー?, Baffarō) è un membro dell'armata di Pica. Ha mangiato il frutto paramisha Gira Gira (グルグルの実?, Guru Guru no Mi), che lo ha reso un "uomo rotante", in grado cioè di far ruotare tutte le parti del suo corpo, permettendogli di volare o creare forti raffiche di vento. Viene inviato insieme a Baby 5 a Punk Hazard per supportare Caesar Clown; qui, però, si vedono costretti ad affrontare Franky, che li sconfigge. Dopo l'apparente decapitazione di Do Flamingo da parte di Kyros lo attacca, ma viene sconfitto con una sola mossa e gettato fuori dal palazzo. È doppiato da Yasuhiro Takato e in italiano da Alessandro Germano.

#### Gladius
Gladius (グラディウス?, Guradiusu) è un membro dell'armata di Pica. Ha un temperamento irascibile, che lo porta a scatenare i poteri del suo frutto del diavolo ogni volta che si infuria. La sua crudeltà si estende anche ai suoi sottoposti, dato che mostra alcuna preoccupazione ad ucciderli con i suoi attacchi. Gladius ha ingerito il frutto Paramisha Bang Bang (パムパムの実?, Pamu Pamu no Mi), che gli consente di gonfiarsi fino a provocare la violenta esplosione del suo corpo o di qualsiasi materiale inorganico che tocchi. Le parti fatte esplodere del proprio corpo rimangono incolumi. I suoi capelli sono intrisi di veleno e tramite i suoi poteri può spararli verso i suoi nemici per immobilizarli. Quando il palazzo è sotto attacco, Gladius intercetta il Soldatino tonante e i nani, sconfiggendoli. In seguito, se la vede con Cavendish e Bartolomeo, da cui viene sconfitto dopo un duro scontro. È doppiato da Isshin Chiba e in italiano da Francesco De Angelis.

#### Jora
Jora (ジョーラ?, Jōra) è una donna grassa e anziana che fa parte dell'armata di Trébol. Visionaria e piena di sé, desidera portare nel mondo la sua visione dell'arte e ha l'abitudine di fraintendere ciò che dicono i suoi avversari credendoli complimenti. Jora ha mangiato il frutto Paramisha Arte Arte (アトアトの実?, Ato Ato no Mi), che le dà la possibilità di modificare la forma e l'aspetto di qualsiasi cosa, oggetto o essere vivente, in opere d'arte moderna. La trasformazione ha anche ripercussioni fisiche sugli obiettivi, distorcendone le funzionalità. Jora viene inviata sulla Thousand Sunny per rapire Momonosuke, trasformando poi il samurai, Nami, Chopper, Brook e la Sunny in un'opera d'arte moderna. Viene sconfitta da Brook che, fingendo di apprezzare le sue opere, la convince a fargli tornare normale il violino e l'archetto, nel quale era nascosta la sua spada, e in seguito tutto il gruppo la mette definitivamente fuori combattimento. Quando la nave giunge a Green Bit, Jora viene usata da Law come ostaggio, dando al gruppo di Nami il tempo necessario per scappare da Do Flamingo. In seguito, tenta di costringere la principessa Manshelly a utilizzare i poteri del suo frutto del diavolo per guarire gli altri ufficiali sconfitti, ma prima di riuscirci è sconfitta da Leo. È doppiata in giapponese da Hiroko Emori e in italiano da Cinzia Massironi.

#### Sugar
Sugar (シュガー?, Shugā) è la sorella minore di Mone. Sprezzante ed ingiuriosa, ha l'aspetto di una bambina di circa 10 anni ma in realtà ne ha 22: ciò che la fa sembrare più giovane è un effetto collaterale del frutto del diavolo che ha mangiato, il Paramisha Hobby Hobby (ホビホビの実?, Hobi Hobi no Mi), che le ha bloccato la crescita conferendole al tempo stesso il potere di trasformare chiunque in giocattolo e di piegarlo al suo volere. I loro cari perdono inoltre il ricordo delle persone trasformate. Tale abilità la rende, a detta di Kyros, il membro più importante del clan di Donquijote, tanto da avere come guardia del corpo l'ufficiale capo Trébol, di cui non sopporta però il comportamento ridicolo e ci litiga spesso. Durante l'attacco dei nani alla fabbrica sotterranea assieme a Robin e Usop, questi tentano di farle ingerire una pallina di tabasco camuffata da acino d'uva per farle perdere i sensi, ma la loro avanzata viene facilmente neutralizzata da Sugar stessa mentre Usop viene messo fuori combattimento da Trébol. Credendo che la pallina fosse avvelenata Sugar la fa ingoiare al cecchino, che a quel punto inizia ad urlare dal dolore e a contorcere in maniera irreale gli occhi e il volto; Sugar né è così spaventata e inorridita che finisce col perdere i sensi, facendo così ritornare alla normalità tutti coloro che aveva trasformato in giocattolo. Più tardi si riprende e trasforma i suoi servitori in giganteschi burattini affinché difendano il palazzo reale, giurando vendetta contro Usop, per il quale ha ormai sviluppato una vera e propria fobia. Quando Rufy e Law arrivano al palazzo tenta di trasformarli in giocattoli, ma sviene nuovamente a causa di un proiettile sparato a distanza da Usop raffigurante la faccia contorta del cecchino. È doppiata in giapponese da Rie Kugimiya e in italiano da Sabrina Bonfitto.

## Orso Bartholomew
Orso Bartholomew (バーソロミュー・くま?, Bāsoromyū Kuma) è il componente più mansueto e silenzioso della Flotta, appartenente per metà alla razza quasi estinta dei buccaneer (バッカニア?, bakkania), una razza di umanoidi imparentati con i giganti particolarmente devoti al Dio Nika, ed è stato in gioventù schiavo dei Draghi celesti. È il padre adottivo della Supernova Jewelry Bonney. Ha mangiato il frutto Paramisha Pad Pad (ニキュニキュの実?, Nikyu Nikyu no Mi, Zampa Zampa nella versione italiana dell'anime), che lo ha dotato di particolari cuscinetti sul palmo delle mani con cui può deviare oggetti (compresa l'aria e addirittura concetti astratti come il dolore o la fatica) o persone anche a grandi distanze; il suo corpo è inoltre stato modificato dal dottor Vegapunk irrobustendolo con un materiale più resistente dell'acciaio e lo stesso scienziato si è basato sulla sua fisionomia per creare i robot del Governo noti come "Pacifista". Prima di entrare nella Flotta la sua taglia ammontava a 296 milioni di Berry.
Orso nacque sull’isola di Sorbet, nel Mare Meridionale. Appartenendo alla razza dei bucanieri, venne catturato insieme alla sua famiglia dal Governo e fatto schiavo dei Nobili mondiali a Marijoa. Trentasei anni prima dell’inizio della storia corrente, dopo la morte dei suoi genitori, venne portato insieme ad altri schiavi a God Valley, nel Mare Occidentale, dove i Draghi Celesti avevano deciso di svolgere un macabro gioco di caccia all’uomo, gioco durante il quale conobbe e strinse amicizia con gli altri schiavi Emporio Ivankov e Ginny. Durante l’incidente che investì l’isola per via dell’arrivo inatteso dei pirati Rocks, dei pirati di Roger e della Marina, Orso mangiò il frutto Pad Pad, grazie al quale riuscì a salvare sé stesso, Iva, Ginny e altre 500 persone portandole a Sorbet. Dopo la partenza di Iva, nel corso degli anni seguenti Orso divenne un devoto pastore religioso che si prendeva cura della popolazione più anziana e sfortunata, vivendo con Ginny. Ribellatosi alla dispotica politica del re dell’isola Bekori (ベコリ?), venne imprigionato insieme a lei, per essere salvato proprio da un ritornato Ivankov, giunto insieme a Monkey D. Dragon a capo dell’Eroica armata della libertà, alla quale Orso e Ginny si unirono, divenendone comandanti. Anni dopo, a seguito della morte di Ginny (nel frattempo rapita e costretta a sposare un Nobile mondiale), Orso si fece carico di crescere la di lei figlia neonata, Bonney, divenendone di fatto padre adottivo e ritirandosi dall’armata rivoluzionaria per crescere la bambina a Sorbet. In seguito alla devastazione da lui provocata verso il ritornato Bekori e avendone nominalmente preso il posto come re, quest’ultimo lo diffamò mediaticamente, facendogli assegnare il soprannome di "Tiranno" (暴君?, Bōkun), soprannome che Orso si portò dietro anche quando prese il mare come pirata, in cerca di una cura per la malattia di Bonney, la stessa che aveva portato Ginny alla morte. Trovò tale cura conoscendo il dottor Vegapunk che, a patto che Orso si offrisse come cavia da laboratorio per avviare il progetto Pacifista, si rese disponibile a curare la bambina e, come ulteriore prezzo imposto dal Governo, Orso fu costretto a diventare gradualmente anch'egli un'arma umana priva di coscienza e a entrare nella Flotta dei Sette. Compare per la prima volta durante la riunione per decidere il sostituto di Crocodile nella Flotta e successivamente a Thriller Bark, dove fa sparire Perona (spedita alla residenza di Drakul Mihawk) e riferisce a Moria che Marshall D. Teach sostituirà Crocodile; saputo della sconfitta dello stesso Moria per mano di Rufy il Governo incarica Orso di sterminare la ciurma di Cappello di paglia, ma quando si appresta a catturare il capitano Zoro si offre al suo posto: Orso accetta e trasferisce tutta la fatica patita da Rufy nello scontro con Moria nello spadaccino lasciando poi fuggire il resto della ciurma. Ricompare all'arcipelago Sabaody quando Rufy e i suoi compagni stanno per essere catturati dall'ammiraglio Kizaru e dai suoi Pacifista: in questa occasione rivela a Silvers Rayleigh la sua appartenenza all'Armata e spedisce i pirati di Rufy in varie isole del mondo per permettere loro di accrescere le loro abilità in vista dell'entrata nel Nuovo Mondo. Dopo questo atto Vegapunk lo trasforma nel Pacifista PX-0 (ピーエグクス・ぜロ?, Pii-ekkusu Zero) rimuovendo qualunque residuo della sua personalità e prende quindi parte alla battaglia di Marineford dove affronta Emporio Ivankov, il quale tenta invano di farlo rinsavire. L'ultimo suo atto cosciente è vegliare sulla Thousand Sunny in attesa del ritorno della ciurma di Cappello di paglia; successivamente viene acquistato come schiavo dai Nobili mondiali come monito per chiunque voglia ribellarsi al loro potere: per liberarlo, durante il quarto giorno del Reverie Sabo e gli altri comandanti dell'Armata rivoluzionaria assaltano Marijoa. Tornato parzialmente in sé si teletrasporta ad Egghead dove salva Bonney da Saturn; in seguito viene recuperato dalla ciurma di Rufy e dalla ciurma dei giganti  . È doppiato da Hideyuki Hori e Marco Pagani.

## Gekko Moria
Gekko Moria (ゲッコー・モリア?, Gekkō Moria) è il capitano della nave-isola Thriller Bark. Prima di entrare nella Flotta sulla sua testa pendeva una taglia di 320 milioni di Berry. È un tipo ozioso e tranquillo che preferisce far affidamento sui suoi sottoposti per raggiungere i propri obiettivi piuttosto che impegnarsi in prima persona; ha mangiato il frutto Paramisha Shadow Shadow (カゲカゲの実?, Kage Kage no Mi, Ombra Ombra nell'edizione italiana dell'anime), che gli consente di rubare le ombre altrui, controllarle e manipolarle a piacimento: impiantandole nei cadaveri è in grado di farli tornare in vita sotto forma di zombie e la persona a cui è stata rubata l'ombra non può esporsi alla luce solare in quanto finirebbe per dissolversi in polvere. Grazie al suo potere può inoltre animare la sua ombra, Doppelman (影法師ドッペルマン?, Dopperuman), e farla combattere al suo posto o scambiarsi istantaneamente con lei. Può anche assorbire dentro di sé tutte le ombre precedentemente rubate, aumentando così a dismisura la sua forza e le sue dimensioni.
In gioventù era capitano dei pirati di Gekko (ゲッコー海賊団?, Gekkō Kaizokudan), a capo dei quali giunse nel Paese di Wa: qui riuscì a trafugare il corpo e la spada del leggendario samurai Ryuma, ma fu pesantemente sconfitto da Kaido, che annientò completamente la sua ciurma. A causa di ciò, perse tutta la fiducia in sé stesso e la sua determinazione, preferendo affidarsi agli altri per realizzare i propri scopi: decise quindi di creare un esercito di zombie immortali per prendersi la rivincita sull'Imperatore e successivamente divenire il Re dei pirati. Quando la ciurma di Cappello di paglia giunge a Thriller Bark, Moria ruba le ombre di Zoro, Sanji, Nico Robin e Rufy e inserisce quest'ultima nel corpo dello zombie speciale Odr: dopo una dura battaglia Rufy riesce a recuperare tutte le ombre che Moria aveva rubato fino a quel momento e lo neutralizza. In seguito, Moria partecipa insieme agli altri membri della Flotta dei Sette alla battaglia di Marineford, dove affronta Odr Jr e Jinbe, che lo neutralizza facilmente. Ritenendolo ormai troppo debole, il Governo mondiale incarica Donquijote Do Flamingo e i Pacifista di eliminarlo, ma Moria si dilegua. Due anni dopo, irrompe ad Alveare in cerca di Absalom: constatatane la morte, rifiuta la proposta di Barbanera di divenire suo subordinato, venendo imprigionato. È doppiato da Katsuhisa Hōki e Riccardo Peroni.

### Pirati di Thriller Bark
I pirati di Thriller Bark (スリラーバーク海賊団?, Surirā Bāku Kaizokudan) sono la ciurma capitanata da Gekko Moria. Ad esclusione del suo capitano e dei suoi tre sottoposti, l'intera ciurma è composta da zombie. Dopo che la sua precedente ciurma venne annientata dalla flotta di Kaido, Moria ricorse all'aiuto di Hogback per introdurre ombre nei corpi di persone senza vita e formare una ciurma di sottoposti zombie che egli riteneva invincibili. Poiché tuttavia gli zombie sono creati grazie al potere del frutto del diavolo Shadow Shadow di Moria, essi vengono debilitati dall'acqua marina e, se ingoiano del sale, l'ombra con la quale erano stati creati si stacca dal loro corpo e raggiunge l'originale proprietario. Se invece il proprietario dell'ombra perde la vita, anche l'ombra subisce lo stesso destino; per questo, Moria e i suoi subordinati si assicurano sempre che le persone a cui rubano l'ombra non muoiano mentre li allontanano dall'isola. Gli zombie sono numerati dal numero uno al novecento e si dividono in quattro categorie: gli wild zombie dal numero 1 al 199, gli zombie a sorpresa dal 200 al 399, i Soldier zombie dal 400 al 799, e i general zombie dall'800 all'899; a questi si aggiunge il numero novecento, ossia lo Special Zombie Odr.

#### Hogback
Il dottor Hogback (ドクトル・ホグバック?, Dokutoru Hogubakku) è un medico che potenzia i corpi di persone decedute in cui successivamente Moria inserisce le ombre rubate per creare gli zombie. È estremamente arrogante e orgoglioso della sua reputazione di genio. Un tempo era un chirurgo di fama mondiale, divenuto famoso per avere salvato migliaia di persone, nonostante fosse più interessato alla fama e alla ricchezza che alla vita dei pazienti. Accetta di collaborare con Moria per riportare in vita Victoria Cindry (ビクトリア･シンドリー?, Bikutoria Shindorī), un'attrice teatrale dalla quale era stato respinto e che era morta cadendo dal palco; lo zombie di Cindry diventa così la sua servitrice personale. Durante il combattimento con Nico Robin e Chopper, fa affidamento sugli zombie Jigoro e Inuppe fino a quando Odr non distrugge il luogo in cui si trovavano. Quando sta per finire schiacciato da un piede del gigante, Cindry si rifiuta di intervenire e, sconfitto, Hogback abbandona l'isola insieme a Moria e Absalom. È doppiato da Hiroshi Iwasaki e Oliviero Corbetta.

#### Absalom
Absalom (アブサロム?, Abusaromu), soprannominato "Camposanto" (墓場?, Hakaba), è il comandante dei Soldier zombie e dei General zombie. Il suo corpo è stato modificato da Hogback con innesti animali, donandogli una forza sovrumana. Absalom ha ingerito il frutto Paramisha Suke Suke (スケスケの実?, Suke Suke no Mi), che gli permette di diventare invisibile e rendere invisibile tutto ciò che tocca. Egli è solito usare i suoi poteri per tenere nascosti dei bazooka sotto le maniche e per spiare le ragazze, in quanto è estremamente pervertito; non si fa scrupoli a molestare le donne e ne cerca in continuazione una da rendere sua moglie. All'arrivo della ciurma di Cappello di paglia a Thriller Bark, decide di fare di Nami la sua sposa, ma questa viene difesa sia da Sanji, che lo sconfigge in un duro combattimento, che da Laura; Laura stessa soccorre Nami quando Absalom si risveglia, ma egli è ormai senza forze dopo l'aspro scontro con Sanji, e viene facilmente battuto da Nami. In seguito, Absalom lascia Thriller Bark insieme a Moria e Hogback. Due anni dopo, Absalom è diventato famoso come giornalista usando lo pseudonimo "Absa" (アブサ?, Abusa). Viene ucciso dalla ciurma di Barbanera e il suo frutto viene rubato da Shiryu. È doppiato da Hiroaki Miura e Dario Oppido.

#### Perona
Perona (ペローナ?, Perōna), anche chiamata "Ghost Princess" (ゴーストプリンセス?, Gōsuto Purinsesu), Principessa dei fantasmi nell'edizione italiana dell'anime, è la comandante dei Wild zombie e degli zombie a sorpresa. Ha un carattere estremamente autoritario e non sopporta che gli si dica cosa deve fare. Ha mangiato il frutto Paramisha Horo Horo (ホロホロの実?, Horo Horo no Mi): questo frutto le permette di creare dei fantasmi che, se attraversano il corpo di qualcuno, lo rendono completamente privo di autostima e di voglia di vivere. Inoltre, può separarsi dal suo corpo, rendendosi intangibile e in grado di volare e di modificare a suo piacimento le sue dimensioni, oltre a evocare dei piccoli fantasmi che causano esplosioni. È sempre accompagnata da Kumacy (クマシー?, Kumashī), un orso di pezza zombie che funge da sua guardia del corpo. Perona combatte contro Usopp, il quale riesce a resistere ai suoi poteri grazie alla sua stessa negatività e infine a sconfiggerla. Ella cerca quindi di fuggire da Thriller Bark, ma incontra Orso Bartholomew, che la spedisce sull'isola di Kuraigana con la sua abilità. Qui Perona incontra Drakul Mihawk e Zoro, trascorrendo con loro i due anni successivi. Dopo i due anni accompagna Zoro all'arcipelago Sabaody, aiutando la ciurma a sfuggire alla Marina. È doppiata da Kumiko Nishihara e Jenny De Cesarei.

#### Odr
Odr (オーズ?, Ōzu), chiamato Ozu nell'edizione italiana dell'anime, è un gigante enorme e il novecentesimo zombie creato da Hogback. In passato, era noto col soprannome di "Trascinaisole" (国引き?, Kunihiki) e viveva nelle terre del nord, dove perì cinquecento anni prima dell'inizio della narrazione. Il suo corpo fu trovato dai sottoposti di Moria che lo portarono a Thriller Bark e, lì, Hogback lo modificò per renderlo più potente. Con l'idea di farne lo zombie più forte mai creato, Moria ci inserisce l'ombra di Rufy, donandogli la sua stessa personalità e l'abilità di eseguire attacchi allungando parti del proprio corpo. Inizialmente si rifiuta di obbedire a Moria, ma in seguito diventa ubbidiente, anche se rimangono in lui alcuni tratti di Rufy. Su ordine di Moria, Odr sconfigge la ciurma di Cappello di paglia, ma è battuto da Nightmare Rufy e infine da una tecnica combinata che vede partecipe tutta la ciurma e Brook. Viene purificato quando Moria assorbe la sua ombra insieme a quelle di tutti gli zombie dell'isola. È doppiato da Mayumi Tanaka e Renato Novara.

#### Ryuma
Shimotsuki Ryuma (霜月リューマ?, Shimotsuki Ryūma), noto semplicemente come Ryuma (リューマ?, Ryūma) e soprannominato "Il Dio della Spada" (刀神様?, Tōjin-sama), era un leggendario spadaccino originario del Paese di Wa e membro dell'omonimo clan che, una volta morto, è diventato uno dei general zombie di Moria. Si racconta che in vita abbia ucciso un drago e la sua leggenda è stata tramandata nel paese di Wa, del quale è considerato il più grande eroe nazionale anche a causa della sua strenua lotta contro i pirati e gli invasori che volevano depredarlo. Secoli dopo la sua morte il suo corpo è stato trafugato da Moria e trasformato in uno zombie grazie all'ombra di Brook: quando questi tornò a Thriller Bark per riprendersi l'ombra lo sconfisse e lo cacciò dall'isola. Cinque anni dopo, all'arrivo della ciurma di Cappello di paglia lo spadaccino affronta e sconfigge nuovamente lo scheletro, ma l'arrivo di Zoro impedisce a Ryuma di dargli il colpo di grazia. Ryuma si scontra quindi con Zoro e viene sconfitto al termine di un combattimento; in segno di rispetto per l'avversario, lo zombie cede allo spadaccino la sua preziosa spada Shusui. Ryuma è anche il protagonista della storia autoconclusiva di Eiichirō Oda Monsters, scritta prima di One Piece. È doppiato in giapponese da Yūichi Nagashima e in italiano da Marco Balbi e da Alessandro Zurla (ep. 579), mentre la risata da Daniele Demma (doppiatore di Brook).

## Boa Hancock
Boa Hancock (ボア・ハンコック?, Boa Hankokku) è il capitano delle piratesse Kuja e l'imperatrice di Amazon Lily, ragion per cui è nota con il soprannome "L'imperatrice pirata" (海賊 女帝?, Kaizoku jotei), mentre le amazzoni si riferiscono a lei come "Principessa serpente" (蛇姫様?, Hebihime). È considerata la donna più bella del mondo ed essendo abituata a vedere i suoi interlocutori cadere ai suoi piedi e ad essere sempre perdonata per via della sua bellezza si atteggia in maniera egoista, viziata e altezzosa. Ha ingerito il frutto Paramisha Mero Mero (メロメロノ実?, Mero Mero no Mi), grazie al quale può lanciare un raggio a forma di cuore che pietrifica non solo gli oggetti inanimati ma chiunque sia ammaliato dalla sua bellezza (sebbene il suo effetto possa essere annullato da qualcosa che distolga l'attenzione del bersaglio, come il dolore o il semplice disinteresse); per mantenere parte del suo passato nascosto, alla sua gente Hancock ha raccontato che possiede questi poteri perché ha ucciso una gorgone. Possiede inoltre l'Ambizione dell'armatura e del re conquistatore. Prima di entrare nella Flotta sulla sua testa pendeva una taglia di 80 milioni di berry, e a seguito del suo scioglimento viene portata a un miliardo e 659 milioni di berry.
All'età di dodici anni è stata rapita e venduta come schiava insieme alle sorelle Sandersonia e Marigold ai Nobili mondiali, dai quali fu torturata e marchiata sulla schiena; sempre durante la prigionia furono costrette a mangiare dei frutti del diavolo per divertire i loro aguzzini. Questa situazione durò per quattro anni fin quando Fisher Tiger attaccò Marijoa e liberò tutti gli schiavi: a causa del suo passato ha maturato un odio profondo nei confronti del Governo mondiale e ha accettato di entrare nella Flotta solo per proteggere la sua gente. Quando Rufy giunge ad Amazon Lily Hancock lo fa imprigionare con l'intenzione di giustiziarlo, ma rimanendo colpita dal suo animo sincero e generoso inizia a innamorarsi di lui e gli permette di rimanere sull'isola contravvenendo alle leggi delle amazzoni; in seguito lo aiuta a infiltrarsi a Impel Down per poi dirigersi a Marineford e partecipare alla battaglia contro la ciurma di Barbabianca. Durante la battaglia aiuta di nuovo Rufy contro Smoker e alcuni Pacifista e gli consegna poi la chiave delle manette di Ace. Al termine della battaglia ospita Rufy, Jinbe e Trafalgar Law ad Amazon Lily e due anni dopo accompagna Cappello di Paglia e Silvers Rayleigh in prossimità dell'arcipelago Sabaody. Dopo lo scioglimento della Flotta in seguito al Reverie diviene nuovamente una ricercata e Kobi viene mandato a catturarla. È doppiata da Kotono Mitsuishi e Kanae Itō (da bambina) e in italiano da Dania Cericola e Elisabetta Spinelli (da bambina).

### Kuja
Le Kuja (九蛇? lett. "Nove serpenti") sono una tribù di amazzoni che vivono sull'isola di Amazon Lily. La maggior parte di loro non ha mai visto un uomo, considerati stupidi e avidi, e dunque non ne conoscono fisionomia e anatomia; tuttavia, per riprodursi, hanno bisogno degli uomini, e quindi lasciano la loro isola per ritornare incinte. Le amazzoni vengono cresciute come dei guerrieri e sono spesso corpulente e molto forti. Vanno sempre in giro con un serpente che, all'occorrenza, usano come arco; inoltre sono esperte nell'uso dell'Ambizione, con la quale imbevono le loro frecce conferendo loro un'elevata potenza. Alle amazzoni più forti è concesso di entrare nella ciurma pirata dell'isola, le piratesse Kuja (九蛇海賊団?, Kuja kaizoku-dan).

#### Boa Sandersonia
Boa Sandersonia (ボア・サンダーソニア?, Boa Sandāsonia) è la secondogenita delle tre sorelle gorgoni. Ha mangiato il frutto Zoo Zoo Serpe Serpe, modello anaconda (ヘビヘビの実 モデルアナコンダ?, Hebi Hebi no Mi, Moderu Anakonda), che le permette di trasformarsi in un anaconda; ha sulla testa una taglia di 40 milioni di Berry. Combatte contro Rufy insieme a Boa Marigold nel ring dei combattimenti di Amazon Lily; anche se inizialmente mette in crisi Rufy grazie alla sua Ambizione e ai suoi poteri, dopo che questi attiva il Gear Second viene sconfitta facilmente. È doppiata da Chiwa Saitō e Jolanda Granato.

#### Boa Marigold
Boa Marigold (ボア・ マリーゴールド?, Boa Marīgōrudo) è la più giovane delle tre sorelle gorgoni. Ha ingerito il frutto Zoo Zoo Serpe Serpe, modello cobra reale (ヘビヘビの実 モデルキングコブラ?, Hebi Hebi no Mi, Moderu Kingu Kobura), che le permette di trasformarsi in un cobra reale; sulla sua testa pende una taglia di 40 milioni di Berry. Combatte contro Rufy insieme a Boa Sandersonia nel ring dei combattimenti di Amazon Lily; anche se inizialmente mette in crisi Rufy grazie alla sua Ambizione e ai suoi poteri, dopo che questi attiva il Gear Second viene sconfitta con facilità. È doppiata da Kimiko Saitō e Rosa Leo Servidio.

#### Vecchia Nyon
La vecchia Nyon (ニョン婆様?, Nyon Bāsama), conosciuta anche come l'ex-ex-ex imperatrice Gloriosa (グロリオーサ?, Guroriōsa), è un'anziana amazzone che vive sull'isola di Amazon Lily e ne fu l'imperatrice in passato. In quel periodo però venne colpita dal "male d'amore", una sindrome che aveva già colpito e ucciso varie imperatrici prima di lei, così decise di abbandonare l'isola. Nel corso del suo percorso come piratessa, fece parte dei famigerati pirati Rocks. Un giorno incontrò Hancock e le sue sorelle dopo la loro fuga da Marijoa e si prese cura di loro finché non fecero tutte e quattro ritorno ad Amazon Lily. Il suo rango e la sua saggezza la rendono la confidente privilegiata di Hancock, che l'anziana consiglia cercando di farle rispettare le tradizioni. È doppiata da Ako Mayama e Rosalba Bongiovanni.

#### Kuja minori
- Aphelandra (アフェランドラ?, Aferandora), Margaret (マーガレット?, Māgaretto) e Sweet Pea (スイトピー?, Suitopī) sono le tre amazzoni che trovano Rufy sull'isola in preda a un'intossicazione di funghi e decidono di prendersene cura. Per questo Hancock si infuria con loro e le trasforma in pietra ma, grazie all'intervento di Rufy, l'imperatrice decide di farle tornare normali. Nei due anni di tempo trascorsi sono entrate a far parte della ciurma delle piratesse Kuja. Sono doppiate rispettivamente da Akemi Okamura, Masumi Asano e Kujira e in italiano da Serena Clerici, Benedetta Ponticelli e Paola Della Pasqua.

## Jinbe
Jinbe (ジンベエ?, Jinbē, Jinbei nell'edizione italiana dell'anime) è un uomo-pesce di tipo squalo balena noto con il soprannome "Il cavaliere del mare" (海侠?, Kaikyou). È uno dei massimi esperti del karate degli uomini-pesce, ma nonostante la sua forza è un individuo molto umile e dotato di un grande senso dell'onore; durante la fuga da Tottoland si è rivelato anche un eccellente timoniere. Come membro dei pirati del Sole gli fu assegnata una taglia di 76 milioni di Berry, poi aumentata a 250 dopo esserne diventato capitano; essa fu poi sospesa quando accettò di entrare nella Flotta ma dopo aver rinunciato al titolo è stata aumentata a 438 milioni. Dopo gli eventi di Wano, la sua taglia arriva a 1 miliardo e 100 milioni di berry. Alla sua prima apparizione ha 44 anni. 
Nato e cresciuto nell'isola degli uomini-pesce, in gioventù si arruolò nell'esercito reale per poi lasciarlo quando entrò a far parte dei pirati del Sole sotto Fisher Tiger, di cui prese il posto dopo la sua morte. Qualche tempo dopo gli venne offerto un posto nella Flotta: Jinbe accettò per il benessere della sua gente e ottenne così anche rilascio di Arlong, arrestato da Kizaru, che tuttavia vide la sua entrata nella Flotta come un tradimento e ciò portò allo divisione dei pirati del Sole in tre distinte ciurme. Molto legato sia a Portuguese D. Ace, con cui in passato si scontrò per impedirgli di uccidere Barbabianca, che all'Imperatore stesso in quanto protettore dell'isola, proprio in virtù di questa gratitudine rifiuta di partecipare alla battaglia di Marineford e viene per questo rinchiuso a Impel Down nella stessa cella di Ace al sesto livello: qui incontra Rufy, al quale chiede di essere liberato per poter soccorrere suo fratello, e insieme ad altri fuggiaschi riescono a procurarsi una nave della Marina per giungere a Marineford. Sul campo di battaglia affronta Gekko Moria e si impegna per proteggere Barbabianca e Rufy, riuscendo a salvarlo dagli attacchi dell'ammiraglio Akainu e a portarlo in salvo sul sottomarino di Trafalgar Law. Ad Amazon Lily riesce a calmare Rufy, distrutto dalla morte di Ace, e quindi torna assieme al ragazzo e a Silvers Rayleigh a Marineford per comunicare il messaggio segreto alla ciurma di Cappello di paglia. Quando, due anni dopo, giungono all'isola degli uomini-pesce li aiuta a contrastare i Nuovi pirati uomini-pesce e al termine degli scontri dona un po' del suo sangue a Rufy; quest'ultimo gli chiede di unirsi alla sua ciurma e Jinbe, pur dichiarandosene onorato, rifiuta sostenendo di avere ancora delle cose da portare a termine. Dopo aver catturato Caribou e averlo consegnato alla Marina, aiuta gli abitanti di una città sommersa attaccata dai mostri marini e nel farlo ritrova Wadatsumi, che si unisce a lui, e un Poignee Griffe. Successivamente si reca a Tottoland da Big Mom per chiederle di abbandonare la sua ciurma, ma ritira la richiesta dopo aver sentito le condizioni dell'imperatrice; in seguito mette in contatto Rufy e Capone Bege per stringere un'alleanza finalizzata a eliminarla ma il loro piano fallisce: dopo aver dichiarato il suo ingresso nella ciurma di Rufy come timoniere, aiuta i suoi nuovi compagni a scappare dall'imperatrice rimanendo però indietro assieme ai pirati del Sole per coprire loro la fuga. Dopo aver raggiunto Rufy e gli altri a Wa assalta assieme a loro la base di Kaido sconfiggendo Who's Who.  Salpata da Wa, dopo aver incontrato Jewelry Bonney ed essere giunta a Egghead la ciurma incontra il dottor Vegapunk, che chiede a Rufy di aiutarlo a fuggire dall'isola consapevole che il Governo stia cercando di ucciderlo per le sue ricerche sul secolo buio: intercettati dalla CP0 e dai Cinque Astri di Saggezza riescono a fuggire aiutati dalla ciurma dei giganti guerrieri. È doppiato da Daisuke Gōri (ep. 430-432) e Katsuhisa Hōki (ep. 440+), Chika Sakamoto (da bambino) e in italiano da Pietro Ubaldi.

## Trafalgar Law
Trafalgar D. Water Law (トラファルガー・D・ワーテル・ロー?, Torafarugā Dī Wāteru Rō), soprannominato "Il chirurgo della morte" (死の外科医?, Shi no gekai) è il capitano dei pirati Heart e una delle Undici Supernove sbarcate alle isole Sabaody contemporaneamente ai pirati di Rufy. Ha mangiato il frutto Paramisha Ope Ope, che gli permette di creare campi d'azione dentro i quali ha totale controllo. Nei due anni intercorrenti tra la prima e la seconda metà della storia, è diventato un membro della Flotta dei Sette. Si allea con Rufy per sconfiggere l'Imperatore Kaido, sebbene il suo obiettivo primario sia quello di vendicarsi di Do Flamingo, del quale è stato per qualche tempo sottoposto. Viene pertanto espulso dall'organizzazione e sulla sua testa viene posta una taglia di 500 milioni di Berry.

### Pirati Heart
I pirati Heart (ハートの海賊団?, Hāto no kaizoku-dan) sono la ciurma pirata capitanata da Trafalgar Law. Navigano su un sottomarino giallo chiamato Polar Tang (ポーラータング号?, Pōrā Tangu-gō). Per volontà di Law, i pirati Heart stringono un'alleanza con la ciurma di Cappello di paglia per abbattere Kaido. Mentre il loro capitano si trova a Dressrosa, i pirati Heart si recano a Zo, dove aiutano i visoni a contrastare gli uomini di Jack.
- Bepo (ベポ?) è un visone di tipo orso bianco e il navigatore della ciurma[110]. Ha un carattere alquanto timido e di solito si ammutolisce. La sua taglia ammonta a 500 Berry[111]. Nacque a Zo, ma lasciò l'isola a otto anni in cerca di suo fratello maggiore. Giunto su di un'isola del Mare Settentrionale, venne preso in giro da Orca e Pinguino, ma Law intervenne in sua difesa[112]. In seguito i tre si unirono alla sua ciurma. Grazie alla Vivre Card di Bepo, Law riesce a ricongiungersi alla sua ciurma su Zo. Come tutti i visoni, Bepo è un abile combattente ed ha uno stile di combattimento basato sul kung fu. È doppiato da Yasuhiro Takato e in italiano da Diego Sabre e Matteo Zanotti (ep. 401+).
- Jean Bart (ジャン・バール?, Jan Bāru) è un pirata ed ex-capitano di una ciurma, schiavo del drago celeste San Roswald. È enorme, tanto che, per sostenere il proprio peso, è costretto a camminare anche grazie alle mani. Ha una forza tale da riuscire a distruggere un ponte con un solo pugno. Durante l'incidente alla casa d'aste delle isole Sabaody, Law lo libera e gli offre di entrare a far parte della sua ciurma, e questi accetta. È doppiato da Yasunori Masutani e in italiano da Gianluca Iacono e Luca Ghignone (ep. 487+).

## Bagy
Bagy (バギー?,  Bagī), noto come "Bagy il clown" (道化のバギー?, Dōke no Bagī), è il capitano della ciurma omonima. Da ragazzo faceva parte dei pirati di Roger. Rimasto nell'ombra sino ai fatti di Impel Down, la sua fama cresce in brevissimo tempo, tanto da essere reclutato nella Flotta dei Sette. Ha mangiato il frutto Paramisha Puzzle Puzzle, che gli consente di scomporre il proprio corpo in più parti e di ricomporlo a piacimento. Prima del suo ingresso nella Flotta, sulla sua testa pendeva una taglia di 15 milioni di Berry.
Dopo la sua abolizione, fonda insieme a Crocodile e Mihawk la Cross Guild, e venendo erroneamente ritenuto il capo di questa, viene inserito come nuovo membro dei Quattro Imperatori insieme a Luffy, Shanks e Barbanera. La sua taglia ammonta a 3 miliardi e 189 milioni di berry.

### Ciurma di Bagy
La ciurma di Bagy (バギーの味?, Bagī no ichimi) è il gruppo di pirati capitanato da Bagy. Essa occupa Orange, una piccola cittadina del Mare Orientale, costringendo i cittadini ad abbandonarla, fino a quando è sconfitta dai pirati di Rufy. La ciurma entra quindi nella Rotta Maggiore. Inizialmente composta da guerrieri mediocri, la ciurma ottiene cospicui rinforzi quando Bagy evade da Impel Down portando con sé un numero di pericolosi detenuti. Entra così a farne parte, tra gli altri, Mr. 3.

#### Albida
Albida (アルビダ?, Arubida) è una piratessa e capitano di una ciurma del Mare Orientale. È soprannominata "Mazza chiodata" (金棒?, Kanabō) a causa dell'arma che porta sempre con sé. Acida e irascibile, è tuttavia estremamente vanitosa, pretendendo di essere ritenuta da tutti la più bella del mondo. Inizialmente grassa e molto brutta, Albida è la prima avversaria incontrata da Rufy nel suo viaggio per diventare Re dei pirati, venendo stesa da lui con un solo pugno. In seguito ingerisce il frutto Paramisha Swish Swish (スベスベの実?, Sube Sube no Mi), il quale la rende attraente facendo scivolare via il grasso dal suo corpo e le dona l'abilità di deviare ogni tipo di attacco, comprese le pallottole e le spade. Ha una taglia da 5 milioni di berry. Nelle mini avventure di Bagy, salva il clown da un mostro marino e gli propone un'alleanza allo scopo di vendicarsi di Rufy. A Rogue Town aiuta Bagy durante il suo tentativo di decapitare Rufy, che poi fallisce. Quindi insegue il pirata nella Rotta Maggiore. Quando Bagy è catturato e rinchiuso a Impel Down, convince la ciurma ad abbandonare ogni tentativo di salvataggio, salvo tornare nei ranghi una volta che il capitano riesce a evadere e a riunirsi ai suoi uomini. Il suo nome è ispirato a quello della piratessa scandinava Awilda. 
Nella serie animata è doppiata da Yōko Matsuoka nell'originale e Caterina Rochira e Lorella De Luca (ep 422+) in italiano. Nella serie televisiva è interpretata da Ilia Isorelýs Paulino e doppiata da Eva Padoan.

#### Moji
Moji (モジ?), detto "Il domatore" (猛獣使い?, Mōjū tsukai), è il vice capitano della ciurma. Uomo piuttosto inetto, è un domatore ed è sempre accompagnato dal suo leone Richi (リチー?, Richī), chiamato Ricky nell'edizione italiana dell'anime. Nella sua prima apparizione Moji è incaricato di catturare Zoro. Tuttavia, incontra Rufy e il cane Shushu e, dopo aver sconfitto il cane per derubare il negozio di animali del suo padrone, viene battuto da Rufy con facilità. Durante l'assenza di Bagy combatte contro Kabaji per il titolo di capitano del gruppo, ma i due sono colpiti e battuti dal sonnambulo Richi, il quale viene eletto capitano al loro posto. Durante l'attacco a Rogue Town, Moji riceve il compito di bruciare la Going Merry, ma fallisce a causa della pioggia; mentre cerca un altro metodo per rendere inutilizzabile la nave, viene sorpreso da Usop, che lo mette a tappeto colpendolo in fronte. È doppiato da Sōya Shigenori e Stefano Albertini, mentre le voci di Richi appartengono a Tetsu Inada e Marcello Cortese.

#### Kabaji
Kabaji (カバジ?), detto "L'ufficiale acrobata" (曲芸?, Kyokugei), è il primo ufficiale della ciurma. Combatte usando una combinazione di tecniche acrobatiche, usando un monociclo, e da spadaccino. In combattimento utilizza una spada che estrae all'occorrenza dal suo esofago. Affronta Zoro a duello, venendo sconfitto. Durante l'assenza di Bagy, combatte con Moji per il titolo di capitano, ma al ritorno di Bagy torna a essere l'ufficiale. È doppiato da Endou Moriya e Silvio Pandolfi. Nella serie televisiva è interpretato da Sven Ruygrok e doppiato da Andrea Oldani.

## Edward Weeble
Edward Weeble (エドワード・ウィーブル?, Edowādo Wīburu) è un pirata che afferma di essere l'unico figlio biologico di Edward Newgate, tanto da essersi autoproclamato "Barbabianca Jr." (白ひげJr.?, Shirohige Junia). Ha una personalità molto infantile (si dimostra infatti totalmente dipendente dalla madre e si esprime con un vocabolario molto scarso e sgrammaticato) e un aspetto grottesco ma è comunque dotato di una potenza incredibile: Kizaru afferma che vedendolo in azione sembra di vedere davvero Barbabianca quando era giovane e come questo combatte usando un bisento. Viaggia in compagnia della madre Miss Bakkin (ex membro dei pirati Rocks e autoproclamatasi "donna di Barbabianca") e detesta profondamente i pirati di Barbabianca poiché si definivano figli di quest'ultimo. Dopo la morte di Newgate ha sconfitto ben sedici capitani un tempo suoi sottoposti e ognuno di questi scontri ha portato alla distruzione di un'intera città; è inoltre deciso a eliminare Marshall D. Teach, principale responsabile della morte di Barbabianca. Prima di entrare nella Flotta, sulla sua testa pendeva una taglia di 480 milioni di Berry e dopo lo scioglimento della stessa in seguito al Reverie diviene nuovamente un ricercato inseguito dalla Marina; recatosi su Sphynx, isola natale di Barbabianca, riesce a proteggerla dagli assalti di alcuni marine corrotti, ma viene catturato dall'ammiraglio Ryokugyu. È doppiato da Kozo Shioya e in italiano da Stefano Ferrari.